# Mesabolivar azureus
Mesabolivar azureus is een spinnensoort uit de familie trilspinnen (Pholcidae). De soort komt voor in Paraguay.